# Ділянка лісу-3 (заповідне урочище)
Заповідне урочище «Ділянка лісу (3)» — утрачений об'єкт природно-заповідного фонду, що був оголошений рішенням Сумського Облвиконкому № 456 28.07.1970 року на землях Середино-Богутського лісгоспзагу (Середино-Богутське лісництво, квартал 95). Адміністративне розташування — Середино-Будський район, Сумська область.

## Характеристика
Площа — 0,6 га.

## Скасування
Рішенням Сумської обласної ради № 445 21.08.1996 пам'ятка була скасована.
Скасування статусу відбулось по причині входження в склад державного ландшафтного заказника «Старогутський».
Вся інформація про створення об'єкту взята із текстів зазначених у статті рішень обласної ради, що надані Державним управлянням екології та природних ресурсів Сумської області Всеукраїнській громадській організації «Національний екологічний центр України» ..